# مارينا كرافشينكو
مارينا كرافشينكو (بالعبرية: מרינה קרבצ'נקו‏) هي لاعبة تنس الطاولة إسرائيلية، ولدت في 19 مايو 1975 في أوديسا في أوكرانيا.

## وصلات خارجية
- مارينا كرافشينكو على موقع منظمة تنس الطاولة العالمي (الإنجليزية)
- مارينا كرافشينكو على موقع اللجنة الأولمبية الدولية (الإنجليزية)
- مارينا كرافشينكو على موقع أوليمبيديا (الإنجليزية)